# Lillafüred
Lillafüred is een stad in Hongarije, 15 km ten westen van de industriestad Miskolc en op ongeveer 22 km van de berg Istállós-kő.
Lillafüred ligt eveneens aan het 1,5 km lange Hámor-meer met vele bijzondere vogelsoorten naar het voormalige slothotel Palota (paleis)dat nu een ontspannings- en vakantieoord is. Het is omgeven door een groot park. Door het vele hectaren grote bos lopen talrijke wandelwegen. Naast het hotel gaat een pad naar beneden, naar een veelbezochte waterval. In de omgeving zijn druipsteen- en turfsteengrotten. Lillafüred, is bij de Hongaren en buitenlandse toeristen erg geliefd. Het stadje is omgeven door heuvels van 600 tot 700 meter hoogte en een woud van ong. 20.000 ha. Hierdoor ligt het beschut en is het klimaat er aangenaam. De plantenwereld met meer dan 2000 soorten is er uitbundig. Men treft er ook enige soorten orchideeën.

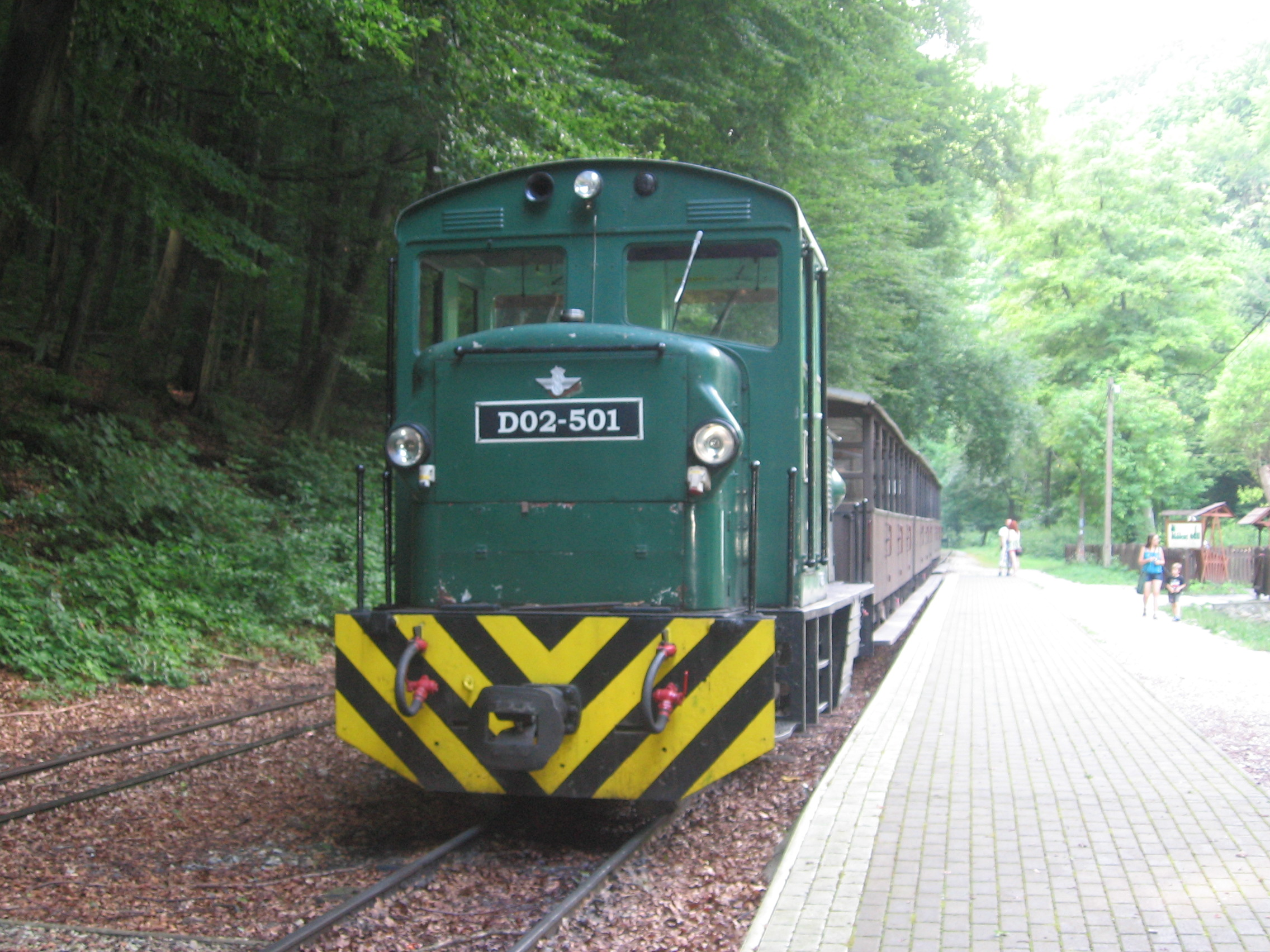
smalspoor trein
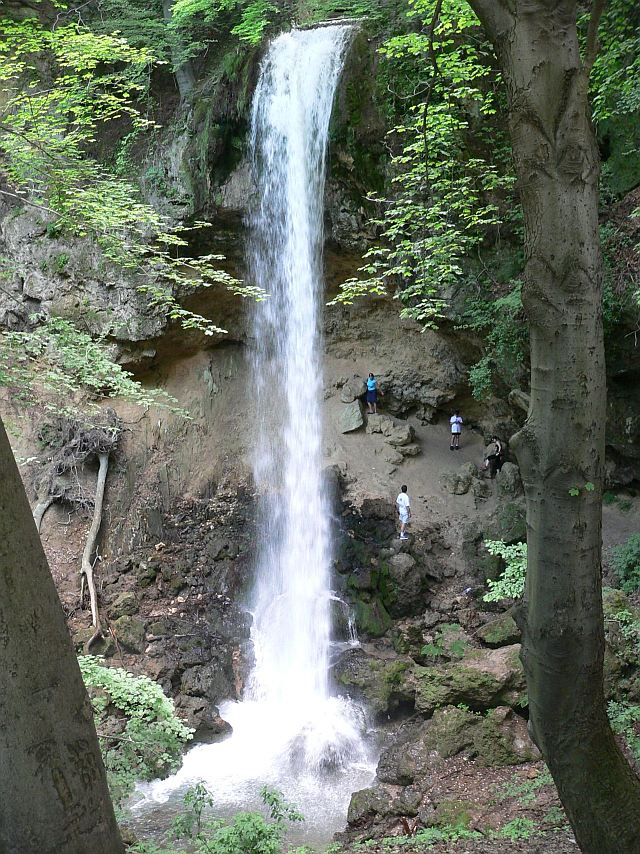
Falls
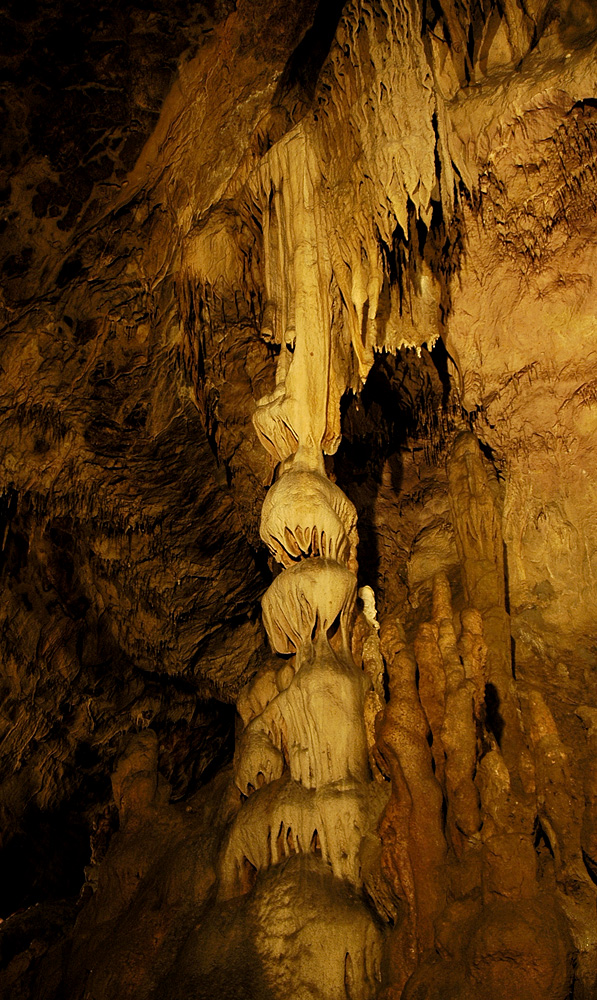
Szent István druipsteen
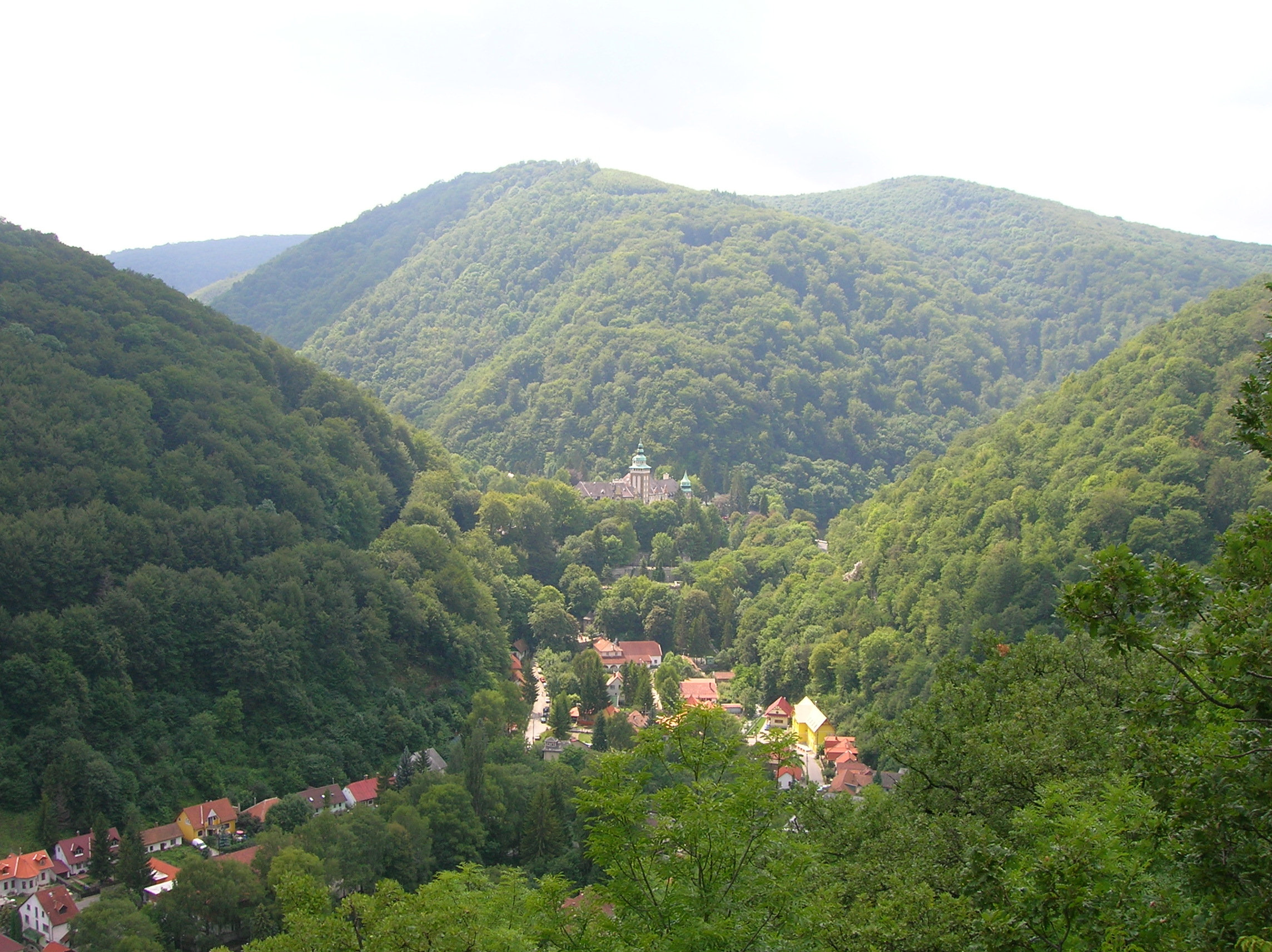
Lillafüred
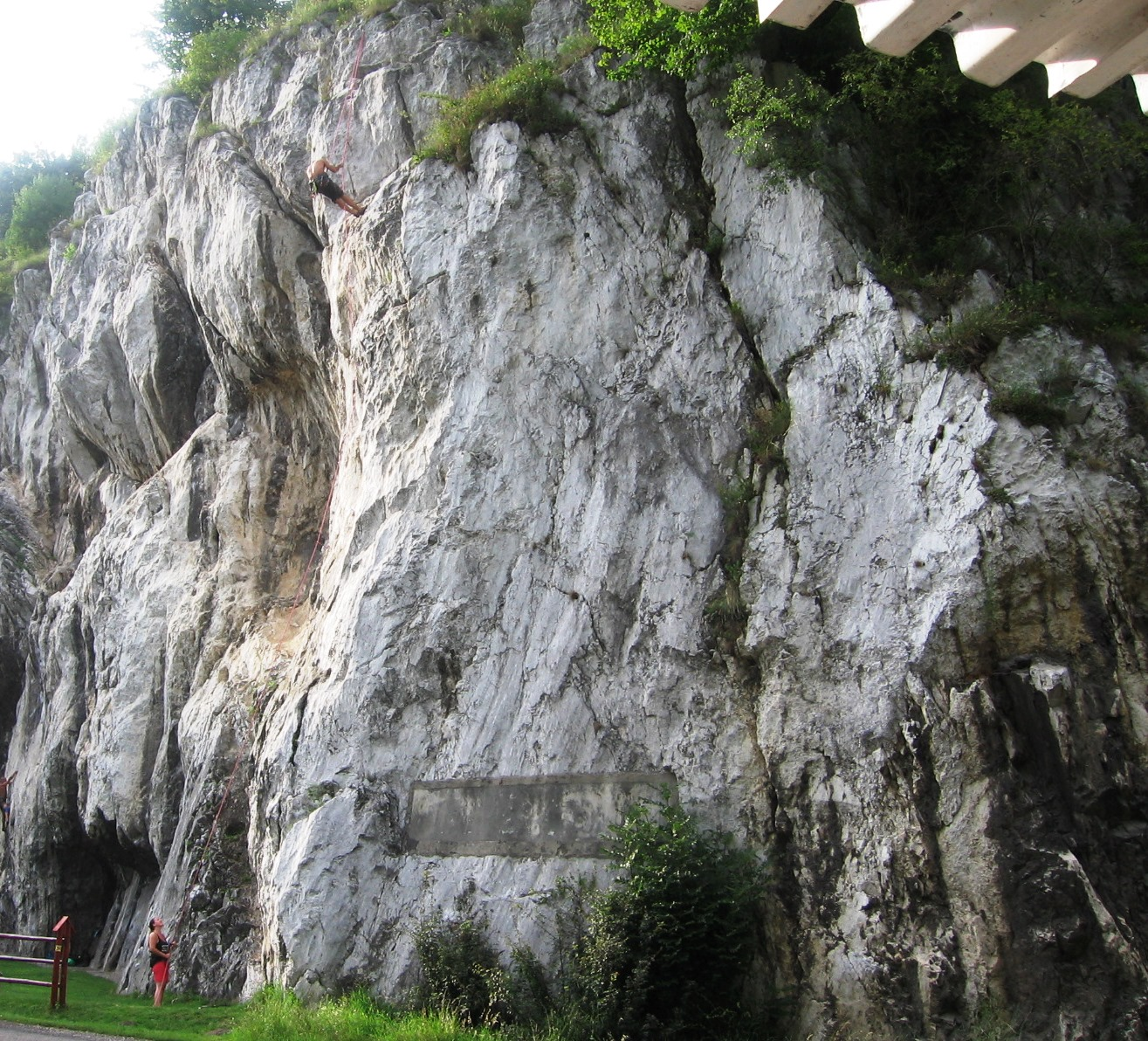
klimwand
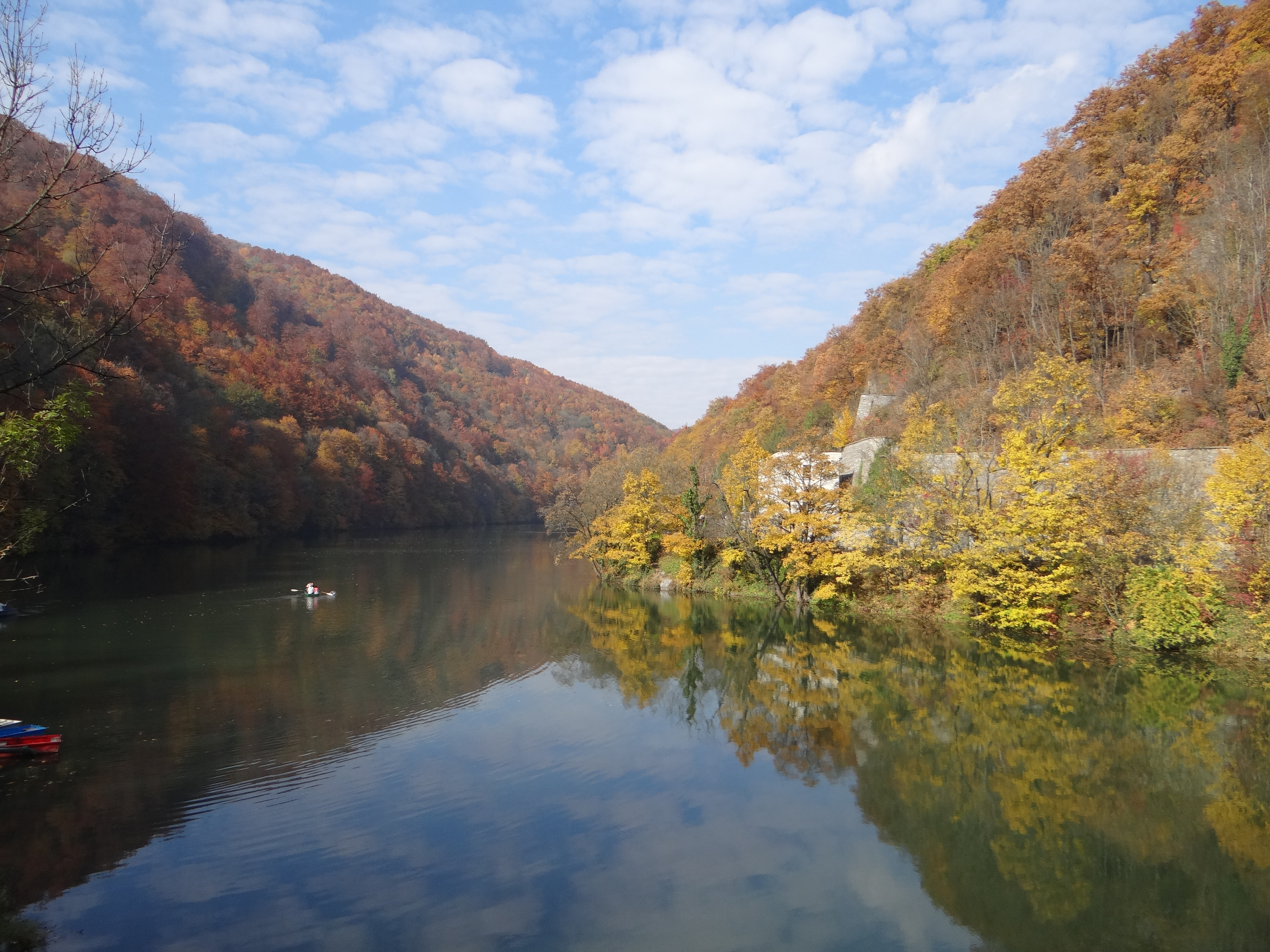
Hámori meer
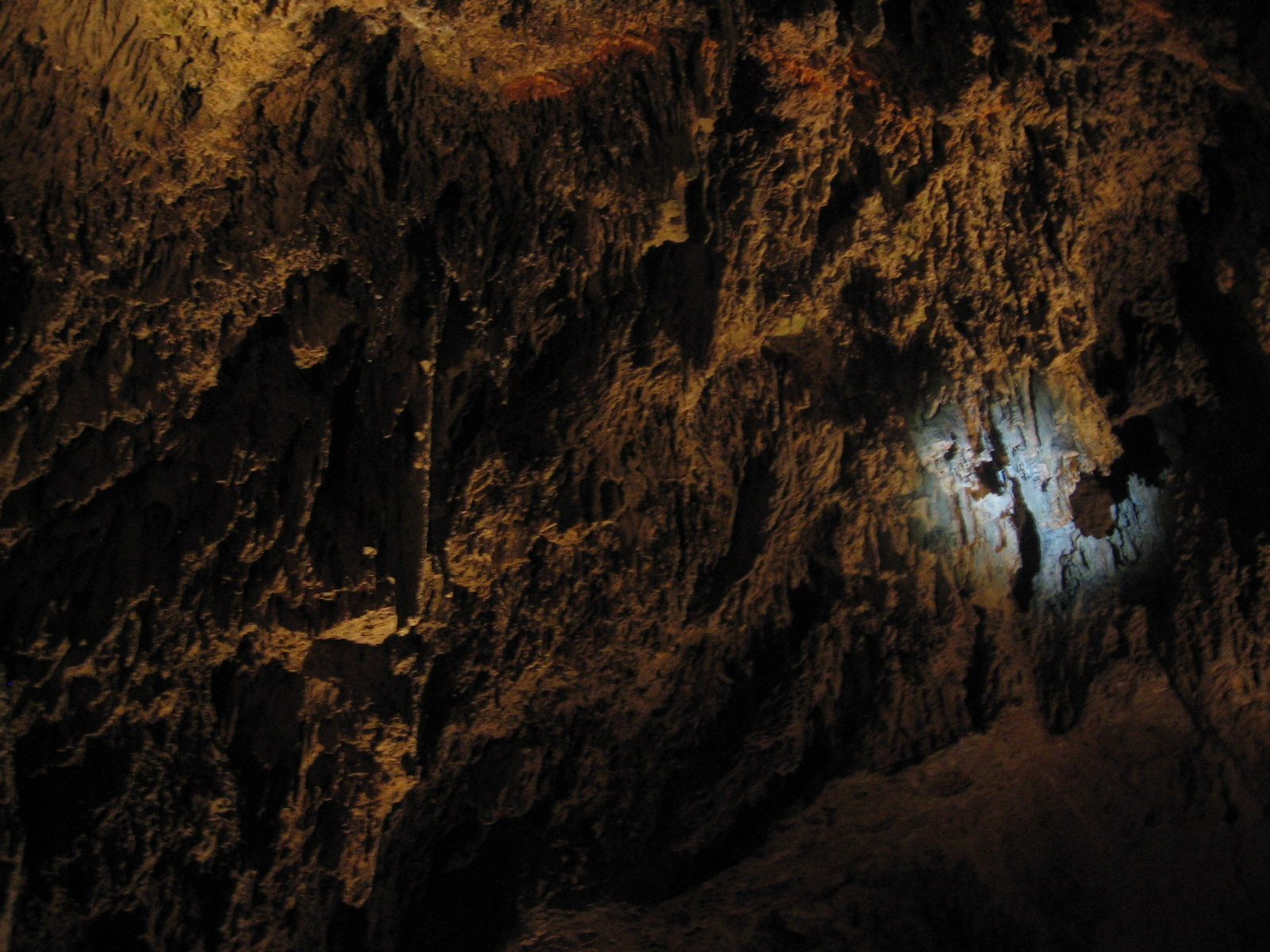
Anna grot